# Halina Molka
Halina Molka (Kalinki; 4 de Abril de 1953 — ) é um político da Polónia. Ela foi eleito para a Sejm em 25 de Setembro de 2005 com 3706 votos em 10 no distrito de Piotrków Trybunalski, candidato pelas listas do partido Samoobrona Rzeczpospolitej Polskiej.